# Bangun Sari (Talawi)
Bangun Sari is een bestuurslaag in het regentschap Batu Bara van de provincie Noord-Sumatra, Indonesië. Bangun Sari telt 3244 inwoners (volkstelling 2010).